# Stasina americana
Stasina americana är en spindelart som beskrevs av Simon 1887. Stasina americana ingår i släktet Stasina och familjen jättekrabbspindlar. Inga underarter finns listade i Catalogue of Life.